# 天开高教科创园

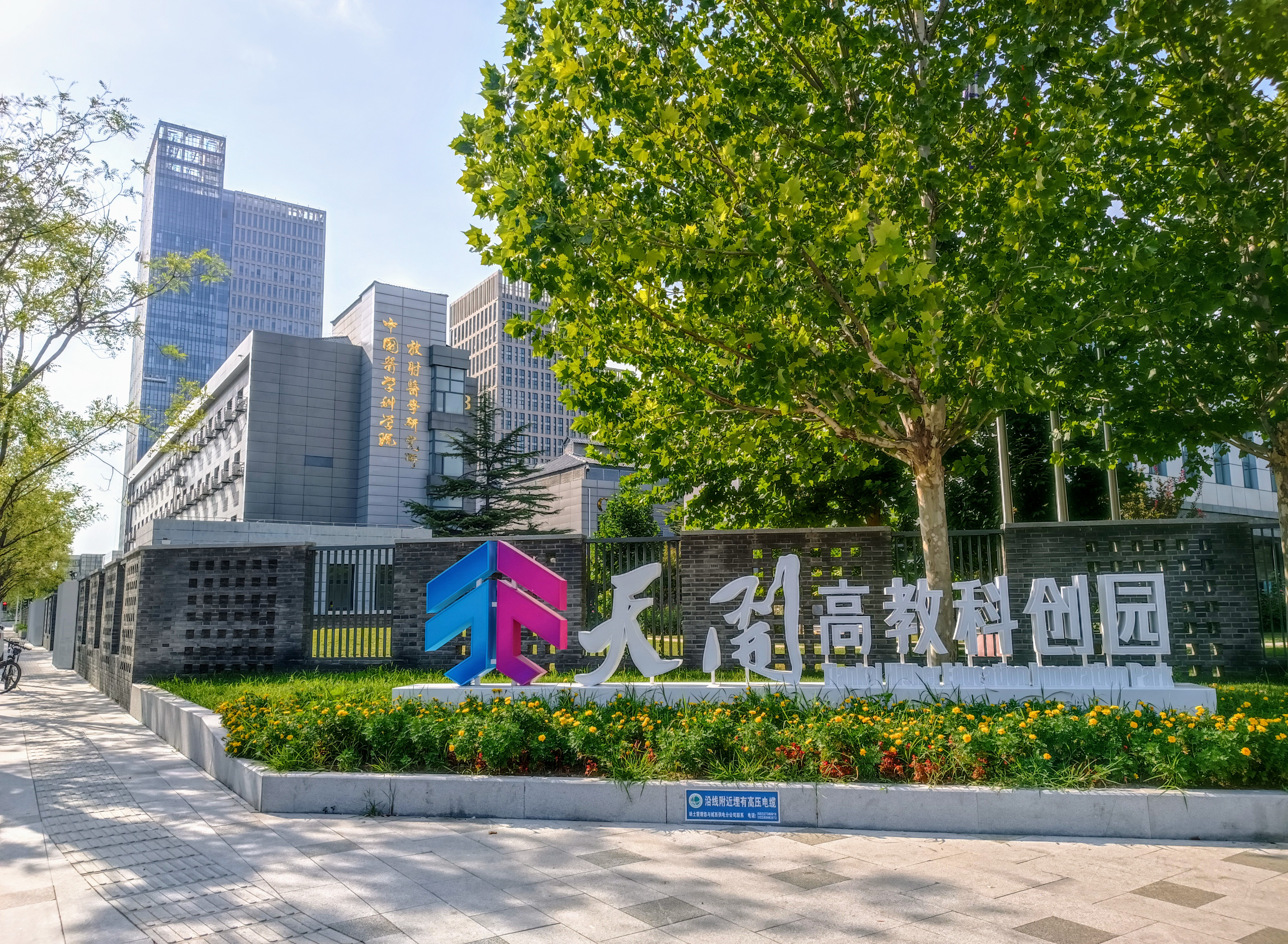
天开高教科创园

天开高教科创园，简称天开园，初名天开高教科技园，是天津市2022年开始围绕天津大学、南开大学等高等院校建设的科技园区，园区以天津市南开区环天津大学、南开大学和天津医科大学为核心区，以津南区海教园片区、西青区大学城片区为东西两翼拓展区。

## 发展历程
2022年12月29日，天津市委经济工作会议提出高标准启动天开高教科技园建设。2022年12月30日，天津市政府第214次常务会议审议通过了《天开高教科技园建设规划方案》。
2023年5月17日，天津市人民政府印发《天开高教科创园建设规划方案》。
2024年2月，天津市政府批准将滨海高新区华苑科技园纳入天开高教科创园，同时在市科学技术局加挂天开高教科创园管理委员会牌子。

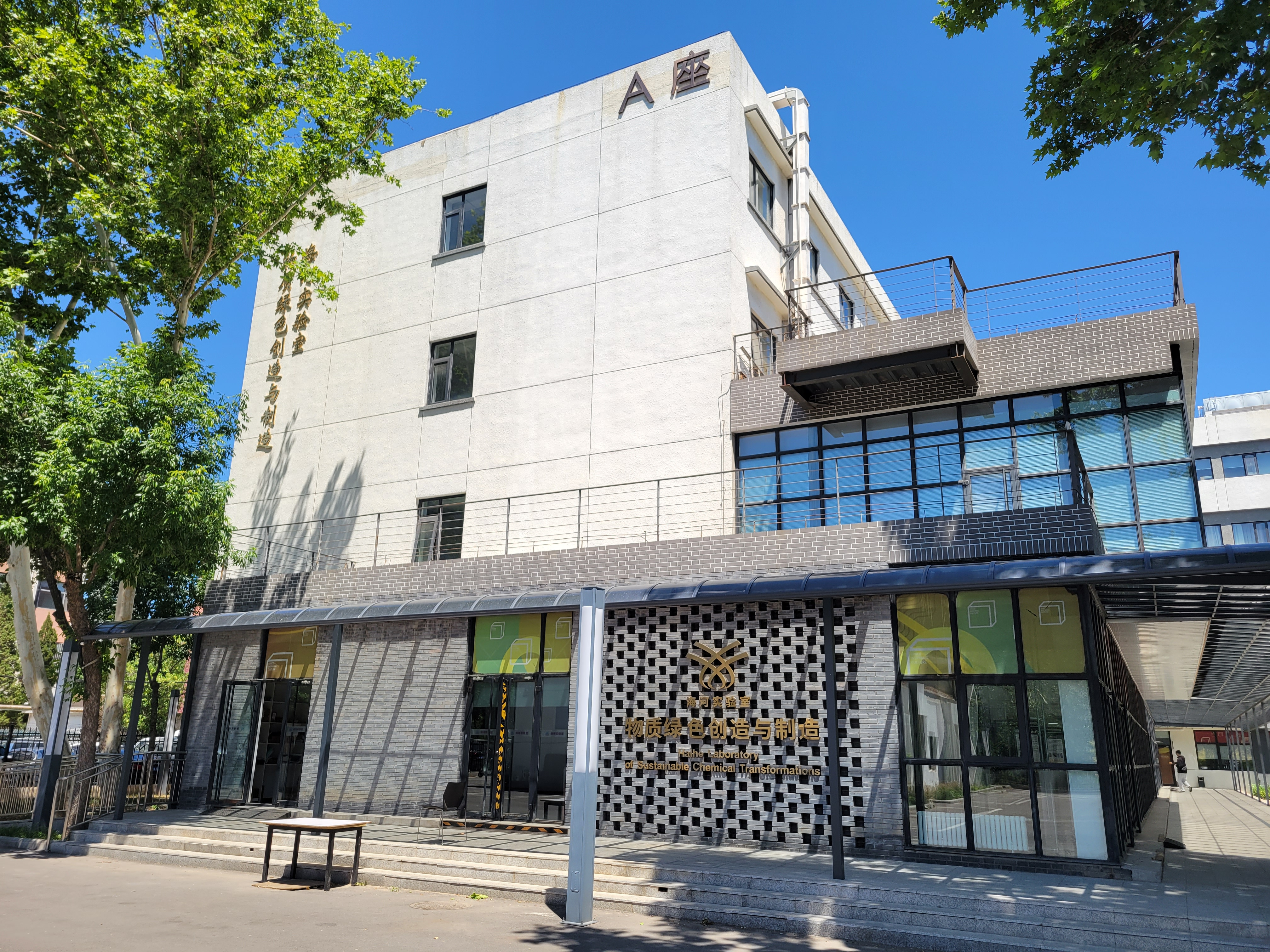
位于天开高教科创园的物质绿色创造与制造海河实验室